# Vosbles-Valfin
Vosbles-Valfin is een gemeente in het Franse departement Jura (regio Bourgogne-Franche-Comté). De plaats maakt deel uit van het arrondissement Lons-le-Saunier. Vosbles-Valfin is op 1 januari 2018 ontstaan door de fusie van de gemeenten Valfin-sur-Valouse en Vosbles. 

## Geografie

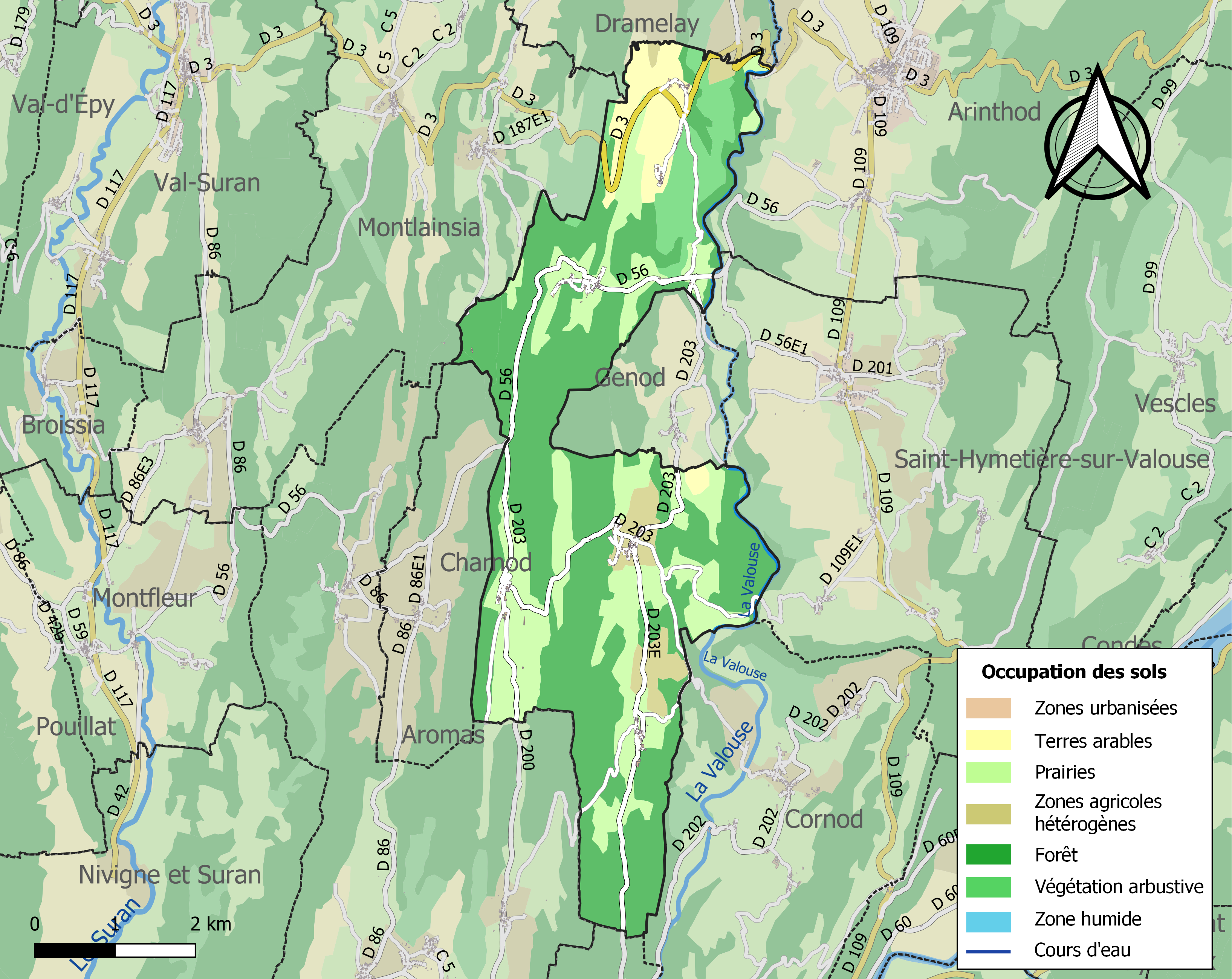
Kaart van de gemeente met de belangrijkste infrastructuur, bodemgebruik en omliggende gemeenten